# Rotzahnspitzmäuse
Die Rotzahnspitzmäuse (Sorex) sind eine Säugetiergattung aus der Familie der Spitzmäuse (Soricidae). In einem weiteren Sinn wird auch die Unterfamilie der Soricinae so bezeichnet. Sie umfasst 86 Arten, von denen mehrere auch in Europa verbreitet sind.

## Merkmale
Rotzahnspitzmäuse erreichen eine Kopfrumpflänge von 46 bis 100 Millimeter, wozu noch 25 bis 82 Millimeter Schwanz kommen. Ihr Gewicht beträgt zwischen 2 und 18 Gramm. Die Fellfärbung variiert von sandfarben bis schwarz und kann auch gemustert sein. Die Augen sind klein, auch die Ohren ragen kaum aus dem Fell. Der Schwanz ist bei erwachsenen Tieren oft unbehaart. Ihre 30 bis 32 Zähne weisen rote Spitzen auf.

## Verbreitung und Lebensraum
Rotzahnspitzmäuse leben in Europa, in den nördlichen und zentralen Teilen Asiens sowie in Nord- und Mittelamerika (bis Guatemala). Sie bewohnen eine Vielzahl von Lebensräumen, bevorzugen jedoch eher feuchte Gebiete.

## Lebensweise
Rotzahnspitzmäuse ernähren sich vorwiegend von Insekten, Spinnen, Würmern und Schnecken und sind durch eine hohe Stoffwechselrate gekennzeichnet. Sie sind sehr fruchtbar, das Weibchen kann mehrmals pro Jahr nach einer Tragzeit von wenigen Wochen bis zu zehn Jungtiere zur Welt bringen.

## Bedrohung
Mehrere Arten werden von der IUCN wegen der Zerstörung ihres Lebensraumes oder ihres kleinen Verbreitungsgebietes als gefährdet oder bedroht gelistet. Zwei Arten, Sorex cansulus und Sorex kozlovi, gelten unmittelbar als vom Aussterben bedroht (critically endangered), zwölf weitere als bedroht oder gefährdet.

## Die Arten
Mehrere Arten leben auch in Mitteleuropa, dies sind: 
- die Alpenspitzmaus (Sorex alpinus),
- die Waldspitzmaus (Sorex araneus),
- die Zwergspitzmaus (Sorex minutus),
- die Schabrackenspitzmaus (Sorex coronatus) sowie
- die Valais-Spitzmaus (Sorex antinorii) (in Italien und der südlichen Schweiz).

Im südlichen Europa kommen die Iberische Waldspitzmaus (Sorex granarius), die Italienische Waldspitzmaus (Sorex samniticus) und die neuentdeckte Arvonchi-Wüstenspitzmaus (Sorex arunchi) vor. Im nördlichen und östlichen Europa leben darüber hinaus die Knirpsspitzmaus (Sorex minutissimus), die Lappland- oder Maskenspitzmaus (Sorex caecutiens), die Taigaspitzmaus (Sorex isodon), Sorex tundrensis, Sorex averini und Sorex volnuchini.
Zu den bekanntesten nordamerikanischen Arten zählen die Amerikanische Zwergspitzmaus (Sorex hoyi), die Amerikanische Maskenspitzmaus (Sorex cinereus), die Langschwanzspitzmaus (Sorex dispar) und die Amerikanische Wasserspitzmaus (Sorex palustris). 
Insgesamt werden knapp 86 Arten unterschieden, wobei die Systematik einiger Arten sowie die Einteilung in Untergattungen noch nicht restlos geklärt ist. Die folgende Liste folgt Burgin et al. (2018) und ordnet die Arten nach dem wissenschaftlichen Namen:
- Die Alaska-Wasserspitzmaus (Sorex alaskanus) bewohnt das nördliche Nordamerika.
- Die Alpenspitzmaus (Sorex alpinus) lebt in Gebirgen Europas von den Pyrenäen bis zu den Karpaten.
- Die Valais-Spitzmaus (Sorex antinorii) ist in Italien und der südlichen Schweiz beheimatet.
- Die Waldspitzmaus (Sorex araneus) ist in Europa und Westasien verbreitet.
- Die Arktische Spitzmaus (Sorex arcticus) bewohnt das nördliche Nordamerika.
- Die Arizona-Spitzmaus (Sorex arizonae) lebt in den südwestlichen USA und in Nordmexiko.
- Die Arvonchi-Wüstenspitzmaus (Sorex arunchi) aus Italien wurde erst 1998 wissenschaftlichen beschrieben.
- Die Tien-Shan-Spitzmaus (Sorex asper) ist in Kirgisistan und Xinjiang beheimatet.
- Die Dnieper-Spitzmaus (Sorex averini) aus Osteuropa wurde früher der Waldspitzmaus zugerechnet.
- Die Baird-Spitzmaus (Sorex bairdii) ist in Oregon endemisch.
- Die Kleine Streifenspitzmaus (Sorex bedfordiae) lebt in China und den angrenzenden Himalaya-Regionen.
- Die Pazifische Sumpfspitzmaus (Sorex bendirii) ist an der Pazifikküste Nordamerikas verbreitet.
- Die Buchara-Spitzmaus (Sorex buchariensis) lebt in Tadschikistan.
- Die Lappland- oder Maskenspitzmaus (Sorex caecutiens) bewohnt Tundra- und Taigaregionen von Osteuropa bis Japan.
- Die Kamtschatka-Spitzmaus (Sorex camtschatica) lebt auf der Halbinsel Kamtschatka.
- Die Gansu-Spitzmaus (Sorex cansulus) ist nur durch drei Exemplare aus Gansu (China) bekannt. Die Art gilt als vom Aussterben bedroht (critically endangered).
- Die Amerikanische Maskenspitzmaus (Sorex cinereus) lebt in Alaska, Kanada und dem Norden der USA.
- Die Schabrackenspitzmaus (Sorex coronatus) ist in Westeuropa beheimatet.
- Die Rückenstreifen-Spitzmaus (Sorex cylindricauda) lebt in der chinesischen Provinz Sichuan. Die Art gilt als bedroht (endangered).
- Die Sibirische Großzahn-Spitzmaus (Sorex daphaenodon) ist in Sibirien, der Mongolei und der Mandschurei verbreitet.
- Die Langschwanzspitzmaus (Sorex dispar) bewohnt das östliche Nordamerika.
- Die Zacatecas-Spitzmaus (Sorex emarginatus) lebt in Mexiko.
- Die Chinesische Hochland-Spitzmaus (Sorex excelsus) ist im mittleren China beheimatet.
- Die Maryland-Spitzmaus (Sorex fontinalis) ist in den östlichen USA verbreitet.
- Die Villa-Spitzmaus (Sorex fumeus) lebt in Südostkanada und dem Nordosten der USA.
- Die Gaspé-Spitzmaus (Sorex gaspensis) bewohnt das südöstliche Kanada.
- Die Schlanke Spitzmaus (Sorex gracillimus) ist in Südostrussland, der Mandschurei und auf Hokkaidō verbreitet.
- Die Iberische Waldspitzmaus (Sorex granarius) bewohnt die Iberische Halbinsel.
- Die Präriespitzmaus (Sorex haydeni) ist von Alberta und Saskatchewan bis Iowa und Kansas verbreitet.
- Die Azumi-Spitzmaus (Sorex hosonoi) ist auf der Insel Honshū (Japan) endemisch.
- Die Amerikanische Zwergspitzmaus (Sorex hoyi) bewohnt weite Teile Nordamerikas.
- Die Taigaspitzmaus (Sorex isodon) ist im nördlichen Eurasien heimisch.
- Die Sankt-Lorenz-Rotzahnspitzmaus (Sorex jacksoni) ist auf der Saint-Lawrence-Insel im Beringmeer endemisch. Die Art gilt als bedroht (endangered).
- Die Kozlov-Spitzmaus (Sorex kozlovi) lebt nur in Tibet. Die Art gilt als vom Aussterben bedroht (critically endangered).
- Die Paramuschir-Spitzmaus (Sorex leucogaster) ist auf der Kurileninsel Paramuschir endemisch.
- Die Südöstliche Spitzmaus (Sorex longirostris) bewohnt die südöstlichen USA.
- Die Mount-Lyell-Spitzmaus (Sorex lyelli) kommt nur im östlichen Kalifornien vor.
- Die Mexikanische Großzahn-Spitzmaus (Sorex macrodon) lebt in Ostmexiko.
- Die Sierra-Madre-Spitzmaus (Sorex madrensis) stammt aus Guatemala.[1]
- Die Meerspitzmaus (Sorex maritimensis) ist in Südostkanada verbreitet.
- Die McCarthy-Spitzmaus (Sorex mccarthyi) kommt in Honduras vor.[1]
- Die Jalisco-Spitzmaus (Sorex mediopua)
- Die Merriam-Spitzmaus (Sorex merriami) bewohnt den Westen der USA.
- Die Miller-Spitzmaus (Sorex milleri) lebt im nordöstlichen Mexiko.
- Die Knirpsspitzmaus (Sorex minutissimus) bewohnt die Taiga Nordeuropas und Asiens.
- Die Zwergspitzmaus (Sorex minutus) ist von Europa bis Zentralasien verbreitet.
- Die Ussuri-Spitzmaus (Sorex mirabilis) lebt in Südostrussland und Nordkorea.
- Die Dunkle Rotzahnspitzmaus (Sorex monticolus) ist im gesamten westlichen Nordamerika verbreitet.
- Die Westliche Zwergspitzmaus (Sorex nanus) lebt im Mittelwesten der USA.
- Die New-Mexico-Spitzmaus (Sorex neomexicanus) kommt nur in New Mexico vor.
- Die Vulkan-Langschwanz-Spitzmaus (Sorex oreopolus) lebt im mittleren Mexiko.
- Die Orizaba-Langschwanz-Spitzmaus (Sorex orizabae) bewohnt ebenfalls Mexiko.
- Die Schönspitzmaus (Sorex ornatus) lebt in Kalifornien und Niederkalifornien.
  - Sorex ornatus juncensis galt 90 Jahre als ausgestorben. Diese Unterart lebt in Niederkalifornien.
- Die Pazifische Spitzmaus (Sorex pacificus) ist auf das westliche Oregon beschränkt.
- Die Amerikanische Wasserspitzmaus (Sorex palustris) ist im gesamten Nordamerika verbreitet.
- Die Kaschmir-Zwergspitzmaus (Sorex planiceps) lebt in Kaschmir.
- Die Portenko-Rotzahnspitzmaus (Sorex portenkoi) ist in Nordostsibirien beheimatet.
- Die Preble-Spitzmaus (Sorex preblei) lebt in den nordwestlichen USA.
- Die Pribilof-Rotzahnspitzmaus (Sorex pribilofensis) ist auf der St.-Paul-Insel bei Alaska endemisch. Die Art gilt als bedroht (endangered).
- Die Radde-Spitzmaus (Sorex raddei) lebt im Kaukasus und der Nordosttürkei.
- Die Flachkopf-Rotzahnspitzmaus (Sorex roboratus) bewohnt Sibirien und die Mongolei.
- Die Italienische Waldspitzmaus (Sorex samniticus) lebt in Italien.
- Die Kaukasus-Spitzmaus (Sorex satunini) bewohnt die Kaukasusregion und die Nordtürkei.
- Die Saussure-Spitzmaus (Sorex saussurei) lebt in Mexiko und Guatemala.
- Die Sclater-Spitzmaus (Sorex sclateri) ist auf den Süden Mexikos beschränkt. Die Art gilt als bedroht (endangered).
- Die Shinto-Spitzmaus (Sorex shinto) lebt in Japan.
- Die Chinesische Spitzmaus (Sorex sinalis) bewohnt das mittlere China.
- Die Nebelspitzmaus (Sorex sonomae) ist im Nordwesten der USA verbreitet.
- Die San-Cristobal-Spitzmaus (Sorex stizodon) lebt in Südmexiko. Die Art gilt als bedroht (endangered).
- Die Inyo-Spitzmaus (Sorex tenellus) ist nur aus Nevada und Kalifornien bekannt.
- Die Tibet-Spitzmaus (Sorex thibetanus) bewohnt Gebirge Zentralasiens und Tibets.
- Die Trowbridge-Spitzmaus (Sorex trowbridgii) lebt an der Pazifikküste Nordamerikas.
- Die Tundra-Rotzahnspitzmaus (Sorex tundrensis) ist von Osteuropa über Sibirien bis Alaska verbreitet.
- Die Trockengrund-Spitzmaus (Sorex ugyunak) bewohnt die Tundra Nordamerikas.
- Die Amur-Langkrallen-Spitzmaus (Sorex unguiculatus) lebt an der Pazifikküste Russlands und auf Hokkaidō.
- Die Wanderspitzmaus (Sorex vagrans) bewohnt Südkanada und die westlichen USA.
- Die Kastanienbauch-Spitzmaus (Sorex ventralis) lebt im südlichen Mexiko.
- Die Veracruz-Spitzmaus (Sorex veraecrucis) ist auf Mexiko beschränkt.
- Die Verapaz-Spitzmaus (Sorex veraepacis) lebt in Südmexiko und Guatemala.
- Die Kaukasus-Zwergspitzmaus (Sorex volnuchini) bewohnt den Kaukasus und angrenzende Regionen.
- Die Alaska-Zwergspitzmaus (Sorex yukonicus) ist in Alaska endemisch.